# Clara de Solà-Morales Serra
Clara Solà-Morales Serra (Barcelona, 1975) és una arquitecta catalana sòcia titular de l'estudi Cadaval & Solà-Morales i professora associada de projectes a l'Escola Tècnica Superior d'Arquitectura de Barcelona, ETSAB.
És una de les sòcies de l'estudi Cadaval & Solà-Morales, on ha desenvolupat i construït projectes a Espanya, Mèxic i Estats Units. L'any 2007 van ser reconeguts com una de les 10 millors oficines joves del món per WallPaper Magazine (Londres) i l'any següent l'Architectural Record, la revista oficial de l'American Institute of Architects, els va considerar una de les 10 oficines més avanguardistes del panorama internacional. Han rebut premis internacionals entre els quals destaquen el premi Bauwelt (Múnic), el premi Joves Arquitectes del Col·legi d'Arquitectes de Catalunya (Barcelona), el Design Vanguard Award (Nova York) o la menció d'arquitectura jove de la IX Biennal d'Arquitectura Espanyola (Madrid). L'estudi està especialitzat en habitatge i arquitectura efímera.

## Biografia
Clara de Solà-Morales Serra va néixer en el si d'una família d'arquitectes. El seu germà major Pau, el seu pare Ignasi de Solà-Morals i Rubió, el seu oncle Manuel de Solà-Morals i Rubió tots dos nets de Joan Rubió, i el seu avi Manuel de Solà-Morals i de Rosselló, van ser tots ells arquitectes. Va estudiar arquitectura en la ETSAB i posteriorment es va desplaçar als Estats Units, on va cursar un màster en Disseny Arquitectònic per la Universitat Harvard.
L'any 2003 funda a Nova York, juntament amb l'arquitecte mexicà Eduardo Cadaval, a qui va conèixer mentre estudiava a Harvard, l'estudi arquitectònic Cadaval & Solà-Morales. En 2005 torna a Espanya, on a més exercirà la docència a la Universitat Rovira i Virgili, a Tarragona; i com a professora visitant del programa Barcelona de la Universitat de Calgary, havent exercit també el càrrec de Cap d'estudis del Barcelona Institute of Architecture.

## Trajectòria professional
Des de la fundació del seu estudi arquitectònic amb Eduardo Cadaval, ha realitzat des de comissions privades fins a concursos públics, incidint en la materialitat.
El seu estudi arquitectònic va començar a Nova York i el 2005 es van establir a Barcelona, tot i que continuant realitzant projectes a l'estranger, sobretot a Mèxic. Aquesta activitat constant a Amèrica els va portar a obrir una delegació de l'oficina a Ciutat de Mèxic. Entre els seus treballs destaquen:
- la Casa X, Cabrils, Barcelona.[10]
- la Casa TDA, Port Amagat, Oaxaca, Mèxic.[11]
- la Casa Girasol, El Port de la Selva, Girona.[12]

El seu treball es pot veure als Estats Units, Espanya i Mèxic, a més ha realitzat exhibicions a Europa, com la IX Biennal Espanyola d'Arquitectura, la Biennal Barbara Capocchin a Itàlia, l'exhibició del premi FAD o l'Exhibició de Joves Arquitectes Espanyols, que organitzava el govern espanyol.

## Reconeixements
Al llarg de la seva carrera professional Clara Solà-Morales ha rebut, al costat del seu soci, Eduardo Cadaval, nombrosos premis entre els quals destaquen:
- Bauwelt Prize (Munic 2009).[14]
- Young Architects Prize de l'Institut Català d'Arquitectes (Barcelona, 2008)[15]
- Design Vanguard Award (Nova York, 2008)[15]
- Medalla de plata en la XI Biennal d'Arquitectura Mexicana (2010)[15]
- Premi Spotlight de la Rice Design Alliance d'Houston en 2016.[16]